# Масло какао

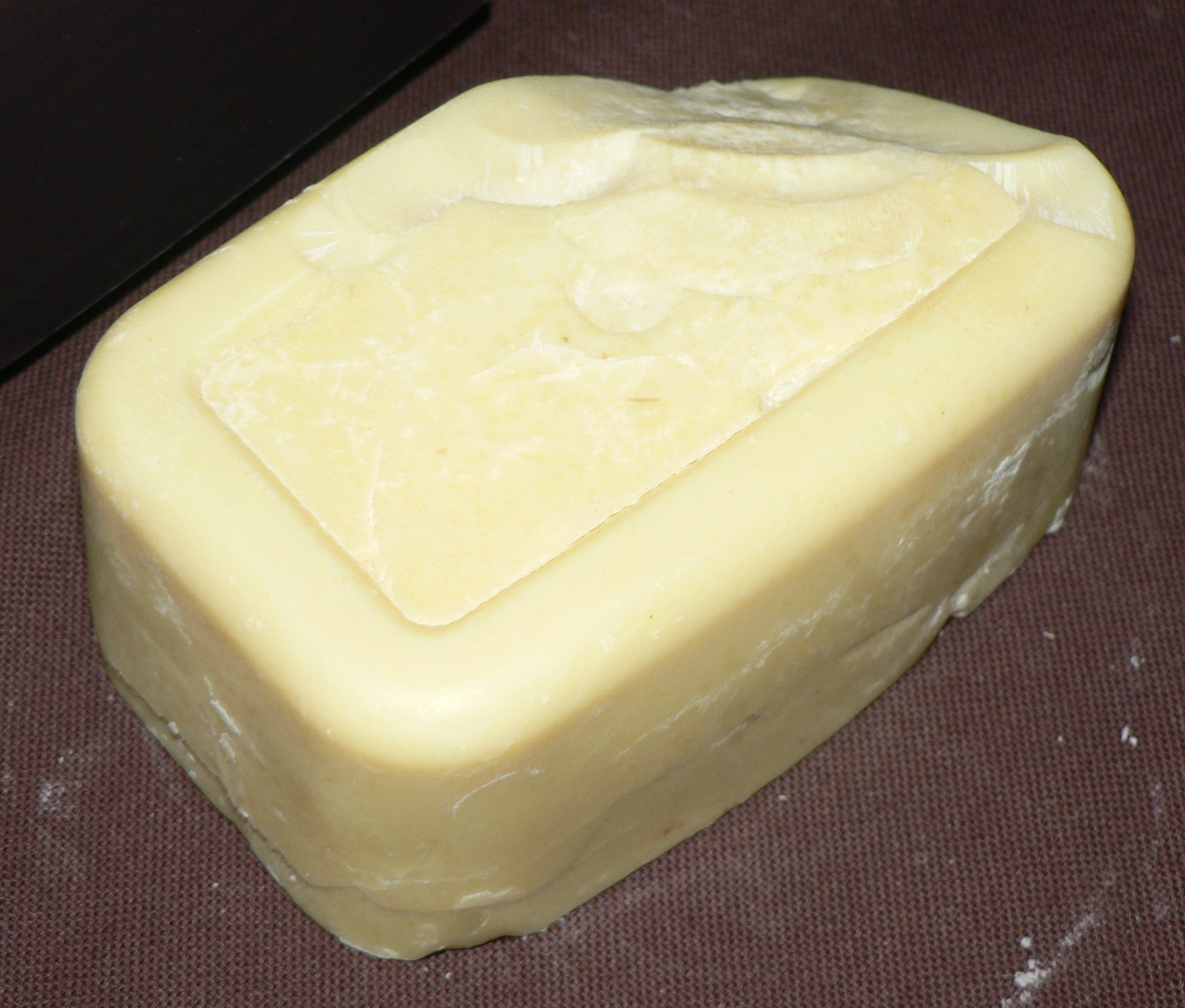

Какао-масло (масло какао, какаовое масло) — жир, выжимаемый из тёртого какао — молотых зёрен плодов шоколадного дерева. Основа для производства шоколада. Также используется в фармацевтической и косметической промышленности, где оно ценится за температуру плавления, близкую к температуре тела человека, и стабильность: благодаря входящим в состав антиоксидантам, предотвращающим прогорклость, масло какао имеет продолжительный срок хранения.
Беловато-жёлтого цвета (при прогоркании белеет). Различают натуральное какао-масло и масло дезодорированное, которое подвергается дополнительной переработке.

## Состав и физические свойства
Химический состав — диглицериды и триглицериды, смешанные с жирными кислотами. Содержание жирных кислот:
- Олеиновая кислота — до 43 %;
- Стеариновая кислота — до 34 %;
- Лауриновая и пальмитиновая кислоты — до 25 %;
- Линолевая кислота — 2 %;
- Арахиновая кислота — следы.

При температуре 16-18 °C масло по консистенции твёрдое и ломкое. Температура плавления — 32-35 °C. При 40 °C масло прозрачное. Цвет — от светло-жёлтого до коричневого. Масло имеет характерный приятный запах какао.

## Применение
Какао-масло используется как жировая основа для производства шоколада и других кондитерских изделий, а также в парфюмерной и фармацевтической промышленностях. В частности, служит основой для приготовления суппозиториев (слабительных и обезболивающих свечей), различных лечебных мазей. Широкое применение находит оно и в косметологии, поскольку имеет заживляющее и тонизирующее действие благодаря наличию в своём составе метилксантина, танинов.

## Медицинские аспекты
Масло какао эффективно при лечении ожогов, высыпаний на коже, кашля, сухих губ, а также при простудных заболеваниях.
Треть всех жиров, содержащихся в масле, приходится на долю стеариновой кислоты, которая не приводит к повышению уровня холестерина в крови. Ещё треть — на долю мононенасыщенной олеиновой кислоты, которая уменьшает содержание холестерина.
Производители шоколада и сходных продуктов часто используют вместо масла какао его заменители — гидрогенизированные соевое, рапсовое, хлопковое или пальмовое масла, которые содержат вредные для здоровья трансжиры.